# Sepp Vees

Sepp Vees im Atelier

Sepp Vees, eigentlich Wolfgang Vees (* 11. November 1908 in Gundershofen; † 1. Dezember 1989 in Weissach-Flacht) war ein deutscher Künstler.

## Leben
Vees war der Sohn eines Lehrers. Er besuchte das Karlsgymnasium in Stuttgart, widmete sich aber schon früh der Malerei und arbeitete zunächst als Autodidakt in seiner Heimat auf der Schwäbischen Alb. Auf Drängen des Vaters nahm er 1926 das Studium als Meisterschüler von Georg Burmester an der Akademie der bildenden Künste Kassel auf. Nach Studienaufenthalten in der Nähe von Worpswede und in Berlin studierte er von 1929 bis 1932 an der Akademie der schönen Künste in Stuttgart, wo er Schüler von Robert Breyer war.
1929 war Vees Gründungsmitglied der Stuttgarter Neuen Sezession, die als Nachfolger der Stuttgarter Sezession gilt. Zur Gruppe gehörten neben Vees Manfred Pahl, Wilhelm Geyer, Manfred Henninger, Alfred Lehmann und Gustav Schopf und wird als Künstler mit ihnen dem Expressiven Realismus und der Verschollenen Generation zugerechnet. Sepp Vees nahm an zwei von den drei großen Ausstellungen der Gruppe im Jahre 1931 und 1932 teil. Die erste Ausstellung der Gruppe fand am 20. August 1929 in Stuttgart statt.

Russische Landschaft

Angesichts der Einschränkungen im Kunstbetrieb nach der Machtübernahme der Nationalsozialisten zog sich Vees 1933 von Stuttgart nach Flacht zurück. Während des Zweiten Weltkriegs diente er als Soldat in Frankreich und Russland. Nach der Rückkehr aus englischer Kriegsgefangenschaft, die er in Ostfriesland verbrachte, lebte er wieder als freischaffender Künstler in Flacht. Er unternahm zahlreiche Studienreisen nach Italien, Holland, Belgien, Frankreich (insbesondere in die Bretagne), Österreich, England, Türkei und Tunesien. 1952 wurde er Mitglied der Freien Gruppe Stuttgart. 1958 war er Gründungsmitglied der Sindelfinger Sezession.
Vees definierte sich selbst als expressiven Maler mit den Farben von Paul Cézanne und der Spontaneität von Max Slevogt, Lovis Corinth und Max Liebermann. Neben Gemälden schuf Sepp Vees zahlreiche Betonglasfenster, bleiverglaste Fenster, Mosaiken und Sgraffiti an öffentlichen Gebäuden und Kirchen.
Vees starb 1989 in seiner Wahlheimat Flacht. 40 Bilder aus seinem Nachlass gingen 1995 als Schenkung an die Gemeinde Weissach. Sie sind seit 2000 in der Galerie Sepp Vees im alten Schulhaus Flacht zu sehen. 2008 wäre Sepp Vees 100 Jahre alt geworden. Aus diesem Anlass fanden zwei Ausstellungen (Gedächtnis- und Verkaufsausstellung) statt.

## Werke (Auswahl)
- 9 Bleiglasfenster in der St.-Anna-Kirche Sindelfingen-Maichingen (1955)[2]
- Kirchenfenster der Kirche „Unserer lieben Frau von der guten Hoffnung“ in Neckartailfingen (1957)[3]
- Kirchenfenster in Flacht (1960)
- Rosenkranzfenster in der Kirche St. Cornelius und Cyprian in Heilbronn-Biberach (1963)[4]
- Chorfenster in der Agapituskirche in Friolzheim (um 1968).[5]
- Wappenfries aus Betonglas im Landratsamt Leonberg
- Kreuzweg aus Steinmosaik in der katholischen Kirche in Weissach
- Glasmosaik im Gebäude der AOK Leonberg
- Bleiglasfenster für die Stadtkirche in Leonberg (1977)

## Ehrungen
In Flacht wurde der Sepp-Vees-Weg nach Vees benannt.